# أكاديمية الباشتو
أكاديمية الباشتو هي مؤسسة تنظيمية لغوية مقرها جامعة بيشاور في بيشاور، في إقليم خيبر باختونخوا، في باكستان، وهي مسؤولة عن توحيد معايير اللغة البشتونية وتطويرها وترويجها في باكستان. تأسست عام 1955 بدعم من حكومة خيبر باختونخا، وكان مولانا عبد القادر أول مدير لها. تم إنشاؤها بعد إنشاء أكاديمة العلوم الأفغانية في كابول في عام 1937. وهي مؤسسة بحثية ونشرية تركز على تطوير اللغة البشتونية والبحث فيها. تشمل المجالات التي تدرسها وتبحثها الأكاديمية الثقافة البشتونية والأدب والتاريخ والفنون. 

## الأنشطة
منذ إنشائها، أنتجت أكاديمية الباشتو أكثر من 500 منشور باللغة الباشتو، والتي تتضمن النصوص الكلاسيكية، والأدب الحديث، والأدب النقدي، والأعمال العلمية، والترجمات، ومعجم الباشتو، ومنشورات الأبحاث، والكتيبات، والمجلات. تحتفظ الأكاديمية بمكتبة تضم مجموعة كبيرة من الكتب البشتونية المطبوعة والنصوص والمخطوطات النادرة والوسائط والأشرطة والصور الفوتوغرافية لعلماء وشعراء بارزين. وتحتفظ الأكاديمية أيضًا بمتحف ومعرض فني، تم افتتاحه في عام 2009، يصور التراث الثقافي البشتوني. تم إنشاء خلية بحثية في الأكاديمية لإجراء دراسات حول حياة وأعمال خوشال خان ختك ، الذي يُعتبر أحد أبرز الشعراء البشتون الكلاسيكيين.

## مديرو الأكاديمية
المديرون السابقون والحاليون لأكاديمية الباشتو: 
- مولانا عبد القادر[الإنجليزية]
- ميان سيد رسول راسا
- سيد عظيم شاه خيال بخاري
- محمد نواز طاهر
- راج والي شاه ختك
- سلمى شاهين[الإنجليزية]
- د. نصر الله جان وزير (المدير الحالي) [8]

## روابط خارجية
- موقع قسم أكاديمية الباشتو بجامعة بيشاور
- [https://www.youtube.com/watch?v=Pashto Academy

```
.] على 
يوتيوب
```